# Maleńkie morderstwa
Maleńkie morderstwa (oryg. Ufak Tefek Cinayetler) – turecki serial obyczajowo-kryminalny. Emitowany w Turcji w latach 2017-2018. Inspirowany amerykańskimi hitami Słodkie kłamstewka i Gotowe na wszystko.
Polska premiera serialu miała miejsce 31 sierpnia 2020 na antenie Zoom TV.

## Fabuła
Młoda dziewczyna zostaje ofiarą głupiego żartu zrobionego w szkole przez koleżanki, który ma niespodziewane konsekwencje. Po latach wszystkie kobiety znów się spotykają a dawne zatargi doprowadzają do tragedii.

## Obsada[2]
- Gökçe Bahadır – jako Oya
- Mert Fırat – jako Serhan
- Aslıhan Gürbüz – jako Merve
- Tülin Özen – jako Arzu
- Yıldıray Şahinler – jako Mehmet
- Bade İşçil – jako Pelin
- Ferit Aktuğ – jako Taylan
- Selim Bayraktar – jako Edip
- Tansu Biçer – jako Kemal
- Duygu Sarışın – jako Burcu
- Hayal Köseoğlu – jako Sinem

## Emisja w Polsce
Serial nadawano w Polsce od 31 sierpnia 2020 (początkowo od poniedziałku do piątku o godzinie 19:00) do 26 maja 2021 w Zoom TV (przerwa w emisji od 12 lutego 2021 do 24 lutego 2021). Od 2 listopada 2020 ze względu na niską oglądalność zmieniono porę emisji na 12:20, zaś od 4 stycznia 2021 był emitowany ok. 11:45. 
Od 28 stycznia 2021 do 12 lutego 2021 ze względu na zakończenie Narzeczonej ze Stambułu nadawano po dwa premierowe odcinki z rzędu od ok. 10:50. Z powodu niesatysfakcjonujących wyników oglądalności emisję serialu przerwano na odcinku 124. Serial powrócił na antenę w nocy z 23 na 24 lutego 2021 o godz. 4:20 emisją odcinka 125 i był nadawany raz w tygodniu w nocy z wtorku na środę (ostatni odcinek wyemitowano na tej stacji w nocy z 25 na 26 maja 2021 o godz. 3:50). Lektorem był Andrzej Leszczyński. Opracowaniem zajęło się studio Kino Polska.  
Od 3 sierpnia 2021 serial emituje stacja Dizi.  